# Epistemological Despondency
Epistemological Despondency è il primo album degli Esoteric.

## Tracce
1. Bereft – 20:24
2. Only Hate (Baresark) – 2:41
3. The Noise of Depression – 18:59

Durata totale: 42:04
1. Lamented Despondency – 12:37
2. Eradification (of Thorns) – 7:19
3. Awaiting My Death – 26:07

Durata totale: 46:03

## Formazione
- Bryan Beck – basso, basso fretless, effetti e basso synth
- Gordon Bicknell – chitarra, samples, tastiere
- Greg Chandler – voce, effetti
- Simon Phillips – chitarra, effetti, samples
- Stuart Blekinsop – chitarra, effetti
- Darren Earl - batteria